# Цифер
Ци́фер (словац. Cifer) — коммуна (деревня) в Трнавском районе Словакии. Население села составляет 3806 жителей (2010 год).
В районе Цифера и его окрестностях найдены многочисленные археологические находки из неолита, бронзового века, римского и раннеславянского периода. У небольшой аваро-славянской популяции VIII—IX веков из могильника Цифер-Пак выявлена более высокая частота восточно-евразийских гаплогрупп (6,52%), чем в современном населении Центральной Европы. Однако она почти в три раза ниже частоты встречаемости восточно-евразийских гаплогрупп, обнаруженных в других средневековых аварских популяциях. Статистический анализ показал большее сходство и наименьшую генетическую дистанцию между аваро-славянским населением могильника Цифер-Пак и средневековыми европейскими популяциями, чем с южно-сибирскими, восточно- и среднеазиатскими популяциями.
Первое упоминание о поселении на месте Цифера приходится на 1291 год. В начале XVIII века деревня Цифер получила статус города, но затем утратила его. В современном Цифере развито сельское хозяйство, машиностроение и производство продуктов питания. В деревне Цифер по последней переписи населения 1050 домов.

## Население
| Год:                | 1994 | 2004    | 2014    | 2024     |
| ------------------- | ---- | ------- | ------- | -------- |
| Количество человек: | 3765 | 3837    | 4142    | 4886     |
| Разница:            |      | +1,91 % | +7,94 % | +17,96 % |

## Спорт

### Футбол
В Цифер существует футбольный клуб Цифера.

### История
Футбол в Цифере зародился в 1925 году, когда местные студенты построили небольшой стадион. Но после нескольких сыгранных товарищеских матчей его деятельность закончилась.
В октябре 1929 года был основан футбольный клуб Цифер. Первый матч игрался на их поле; они играли в голубой форме и проиграли 2-3 (0-2).

### Гандбол
В деревне в 1948 году образовался гандбольный клуб Сокол Цифер, который
в настоящее время играет во второй Гандбольной Словацкой лиге.

## Архитектура
В Цифере памятником архитектуры является римско-католическая церковь святого Архангела Михаила в 1935 году к ней пристроена часовня в честь святого Яна Непомуцкого.
Около Цифера находится река Гидра, которая вытекает из Малых Карпат. К Циферу относятся две локальные части Пац и Ярна. В локальной части Пац располагается Римско-католическая церковь Петра и Павла, построенная в XVII веке. На правом берегу Гидры на территории этой части археологического памятника Пац находятся Римские развалины с остатками военных станций, начиная с I века нашей эры и заканчивая IV веком с хорошо сохранившимися каменными фондами казарм и остатками укреплений и рвов.

## Известные жители
- Марцел Гери — плавание, бронзовая медаль на Олимпийских Играх в Барселоне
- Светозар Илавский — скульптор
- Лацо Лученич — певец
- Петер Калафут — гандболист
- Юрай Градский — художник и публицист
- Венделин Янкович — историк, архивист
- Растислав Кудлач — художник
- Отто Варечка — актёр, режиссёр-драматург
- Йозеф Кривичка — актёр
- Эдуард Малер — первый Словацкий археолог-египтолог еврейского происхождения

## Побратимы
Прелленкирхен (Австрия)